# Gymnura bimaculata
Gymnura bimaculata är en rockeart som först beskrevs av Norman 1925.  Gymnura bimaculata ingår i släktet Gymnura och familjen Gymnuridae. Inga underarter finns listade i Catalogue of Life.